# Béatrice de Camondo
Pour les articles homonymes, voir Camondo.
Pour les autres membres de la famille, voir Famille Camondo.
Béatrice de Camondo, de son nom complet Louise Béatrice de Camondo, née le 9 juillet 1894 à Paris et morte en déportation en 1945 à Auschwitz (actuelle Pologne), est une écuyère et infirmière française.

## Biographie

### Origines familiales et fratrie
Béatrice de Camondo est le second enfant de Moïse de Camondo (1860-1935) et d’Irène Cahen d'Anvers (1872-1963), tous deux issus de famille juives de la haute bourgeoisie. Elle naît d'ailleurs dans le 16ème arrondissement de Paris. Les Cahen d'Anvers sont une très riche famille de financiers juifs arrivés à Paris une vingtaine d’années avant les Camondo et avec laquelle le père de Moïse, Nissim de Camondo, et son oncle, Abraham-Béhor, sont en relations d’affaires. 
Béatrice a eu un frère aîné, Nissim, né en 1892 (mort au champ d’honneur en septembre 1917). Alors que le prénom « Nissim » évoque l’Orient séfarade, celui de sa sœur s’enracine dans l’Europe chrétienne. Et autant Nissim tient de son père de nombreux traits de sa personnalité, autant Béatrice ressemble à sa mère, ce que Pierre Assouline résume ainsi : « Lui, c’était son père. Elle, c’était sa mère. ». Le portrait de Béatrice enfant par Giovanni Boldini montre en effet une ressemblance de traits avec Irène. Au moral, Béatrice conservera toute sa vie le caractère résolu, indépendant et audacieux de sa mère.[réf. nécessaire]
Béatrice, très proche de son frère, lui voue une affection qu’il lui rend bien. Pour Nissim, Béatrice est sa « Bella chérie », celle à qui il écrira depuis le front : « je pense tout le temps à toi ; j’ai toujours ta photo sur moi et je t’embrasse de tout mon cœur ».

### Séparation, puis divorce des parents (1897-1902)
Peu après la naissance de Béatrice, Irène tombe amoureuse d'un comte italien, Charles Sampieri, que Moïse « a eu l’imprudence d’engager » pour diriger son écurie[pas clair]. Cette relation aboutit à une séparation des époux, qui devient officielle en août 1897, alors que Béatrice a trois ans, puis à un divorce prononcé le 8 janvier 1902. 
L’indignation est grande, car, à cette époque et dans ce milieu, on ne divorce pas : « Paul Morand dira plus tard qu’en ce temps-là les divorcés étaient encore des lépreux. ». Irène se convertit ensuite au catholicisme afin d'épouser Sampieri, nouveau motif de scandale dans la haute société juive.
Moïse et Irène décident d’un commun accord[Quand ?] que leurs deux enfants habiteront chez Moïse, mais passeront quatre mois par an avec leur mère, qui pourra les voir tous les jours, et que leur éducation sera confiée à une gouvernante[pas clair]. 
Quand Moïse, enchaînant procès sur procès[réf. nécessaire], parvient[Quand ?] à limiter le nombre de visites que celle-ci peut recevoir de ses enfants, ceux-ci en souffrent beaucoup.

### Formation
L’enfance de Nissim et de Béatrice est marquée par la régularité : « Réglée comme du papier à musique, leur existence se partage principalement entre la rue de Monceau, quelques séjours chez leur mère ou chez leurs grands-parents à Champs-sur-Marne, et les fins de semaines à la campagne. ».
Nissim et Béatrice « reçoivent des cours de solfège, d’anglais, pratiquent tous deux l’équitation. Enfin, tous les vendredis, un rabbin les initie à la religion. » 
Béatrice travaille mieux que Nissim. Dans ses compositions françaises, apparait très vite la grande passion de sa vie : le cheval « une passion qui, avec l’âge, tournera à l’obsession exclusive et dévorante ».
La villa d'Aumont-en-Halatte, non loin de Senlis, que Moïse achète en juin 1904, est rebaptisée « Villa Béatrice ». Dans cette propriété, Béatrice peut s’adonner sa passion de l’équitation. Les Camondo en général ont une prédilection pour « la plus noble conquête de l’homme ». Pierre Assouline écrit de Moïse : « Il lui eût été impossible de n’être pas un homme de cheval, étant naturellement entendu que le cheval n’était pas un animal, mais un monde et un langage. ». Le cheval est le dénominateur commun à tous les prédicats mondains[pas clair] qu’il met en avant dans les annuaires : turfiste, sportsman, clubman. L’aristocratie israélite, qui s’efforce de ressembler à la vieille noblesse d’épée du faubourg Saint-Germain, bien que celle-ci soit profondément antisémite, met la chasse à courre au premier rang de ses activités mondaines. Les terres et les bois entourant la propriété d’Aumont, comme la forêt d'Halatte, sont le lieu de parties de chasse auxquelles participe Béatrice, vêtue d’une robe foncée et coiffée d’un tricorne, puisque depuis 1885 « les femmes sont admises comme sociétaire dans cet équipage ». Elle fréquente le centre de l'Étrier à Neuilly, et dès 1907, devient sociétaire de l'équipage « Par Monts et Vallons ».

### La Première Guerre mondiale et la mort de son frère (1917)
Le 1er août 1914, la mobilisation générale est proclamée.
Nissim rejoint son unité. « Il s’y précipita doublement, en tant que français et en tant que juif. Il fallait sauver la France de Bouvines, de Rocroi, de Valmy. C’était aussi la France qui avait rendu les honneurs au capitaine Dreyfus pour se faire pardonner de l’avoir injustement humilié. » Il est lieutenant d’observation dans l’armée de l’air. Depuis longtemps la photographie aérienne est sa passion, et des clichés de la France vu du ciel s’accumulent dans sa chambre. 
À partir de mars 1916, Nissim est chargé du service photographique de son escadrille. Il apprend aussi à piloter. « Voler est un véritable bonheur pour lui. » Nissim est un combattant courageux, deux fois cité à l’ordre de l’Armée
Il donne régulièrement des nouvelles à son père et à sa sœur, qui savent à quels dangers il s’expose et en éprouvent une vive angoisse. Mais il ne faut pas inquiéter ceux qu’on aime, et quand il écrit à Béatrice, il l’entretient souvent de son sujet préféré : « Pickwick, [le cheval de leurs amis Kulp], a eu la veine d’être abandonné fourbu, à Valgenceuse, la propriété de ses maîtres. La belle jument baie de Mme Casteja a reçu une balle dans la tête à Charleroi. Le cheval Louvet du piqueur est toujours là, Rayon d’or aussi, le cheval gris des Baudriers aussi. Gaborrot en est à son quatrième cheval et moi à mon onzième… […] »[pas clair]

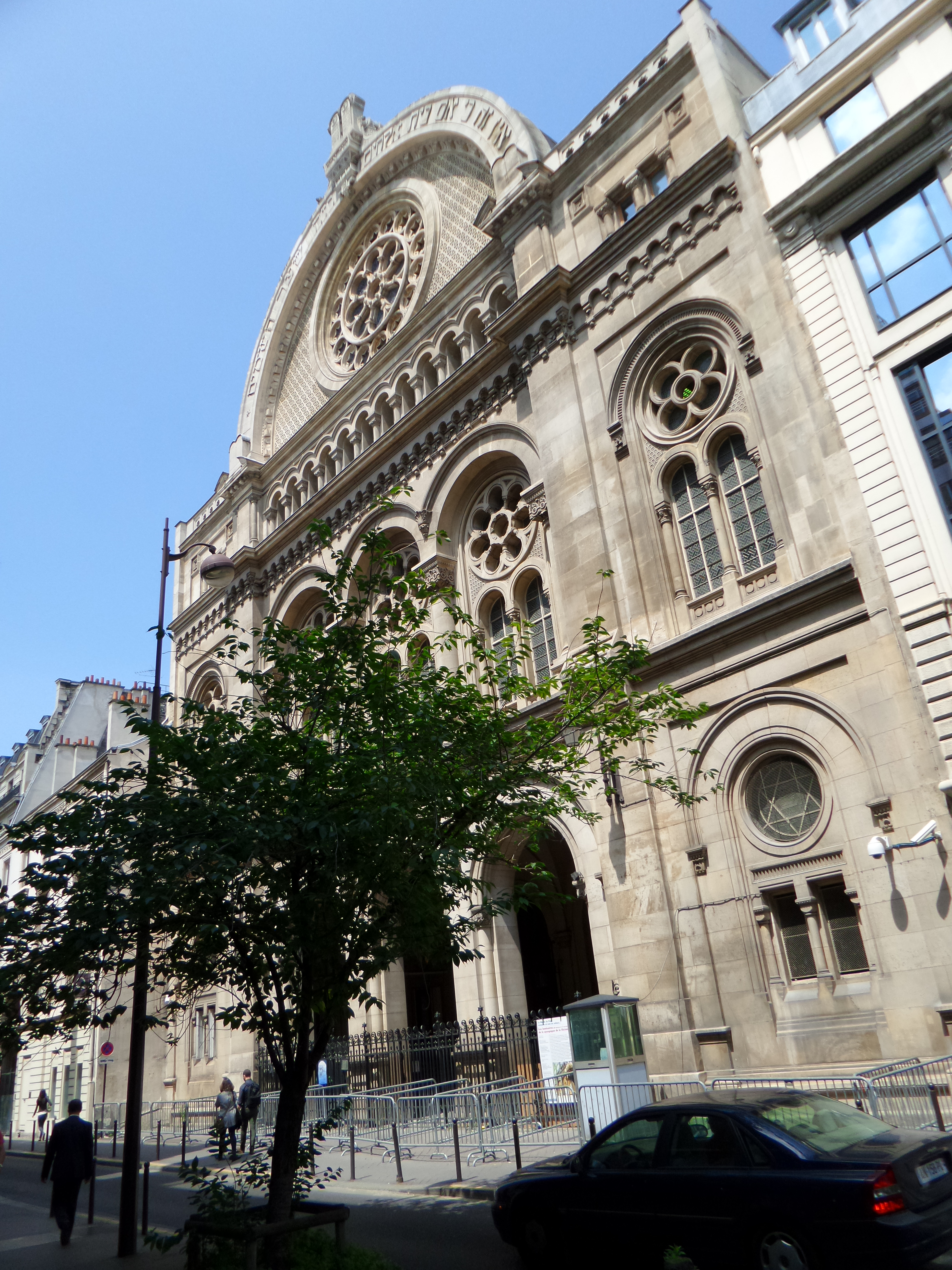
Synagogue de la rue de la Victoire où ont eu lieu les funérailles de Nissim de Camondo.

Le 3 septembre 1917, pilotant son avion pour une mission photographique, il est attaqué par un appareil allemand. À l’issue du combat, bref mais violent, son appareil endommagé s'abat sur le revers d’un coteau. Nissim a le crâne fracassé. Pendant trois semaines, Moïse et Béatrice n'ont aucune nouvelle. Ce n’est que le 27 septembre qu’ils reçoivent confirmation de la mort de Nissim, une tragédie pour tous les deux.
Moïse et Béatrice conduisent les funérailles. Un service funèbre est célébré le 12 octobre à la grande synagogue de la rue de la Victoire. Les témoignages de sympathie sont nombreux, venant de toutes les grandes familles de l’aristocratie et de la haute bourgeoisie d’affaires ; la noblesse du Faubourg Saint-Germain fait également part de sa compassion : l’heure est à l’Union sacrée.

### L'entre-deux-guerres

#### Mariage avec Léon Reinach (1918)
En 1918, Béatrice épouse Léon Reinach (1893-1943), issu d’une autre grande famille juive. De même que les Cahen d'Anvers se sont alliés aux Camondo par le mariage de Moïse et d’Irène, la famille Reinach s'allie avec « les Rothschild de l’Orient », grâce à l’union de Léon et de Béatrice.
Les Reinach, originaires de Francfort-sur-le-Main, forment une véritable dynastie, « une nébuleuse ». Leur fortune a pour origine la banque. Ils se sont établis dans la deuxième moitié du XIXe siècle en France, qui est pour eux le pays des droits de l'homme, des valeurs républicaines issues de la Révolution française, valeurs dans lesquelles ils élèvent leurs enfants sans pour autant négliger l’héritage du judaïsme. 
Le père de Léon, Théodore Reinach, et ses deux oncles, Joseph et Salomon, sont célèbres en raison de leur stature de savants humanistes, d'« intellectuels » qui ont un rôle actif dans l'affaire Dreyfus. Le plus remarquable est Théodore, archéologue professeur au Collège de France, mais aussi mathématicien, juriste, philologue, épigraphiste, historien, musicien, numismate et député de Savoie (jusqu'en 1914). Pierre Assouline écrit : « Il passait pour le plus doué des trois frères, celui qui avait le plus de facilité en toutes choses. ». Il a fait construire à Beaulieu-sur-Mer une villa grecque, la villa Kerylos, « synthèse de sa culture hellénique et de son imaginaire ».
Léon Reinach est de moindre envergure que son père. Malgré de brillantes études au lycée Condorcet, il a choisi de mener une vie de dilettante, vivant sans profession de sa fortune personnelle. Ni l’École normale supérieure, comme pour Salomon, ni le journalisme, comme pour Joseph, ne lui ont servi de tremplin pour s’élever à une brillante carrière. Il ne montre aucun intérêt pour les affaires. La grande passion dans sa vie est la musique, « celle de Gabriel Fauré, de Vincent d'Indy et de César Franck surtout ». Il compose à ses heures. « C’était un homme du monde, mais dépourvu de snobisme. ».
Moïse Camondon est pourtant satisfait du mariage de Béatrice. Il écrit dans une lettre : « Le mariage de ma fille a été pour moi une grande satisfaction et un gros souci de moins. ». 

#### Mère de famille et écuyère
Léon et Béatrice vivent d'abord dans l’hôtel de la rue de Monceau, la résidence parisienne de Moïse. Deux enfants naissent de leur mariage : Fanny (1920-1943) et Bertrand (1923-1943). À la naissance de Fanny, ils emménagent dans un appartement situé boulevard Maurice-Barrès à Neuilly, partageant leur temps entre Neuilly, la « Villa Pataras » près d'Arcachon (Gironde) et le château d’Aumont, près de Senlis (Oise).
Béatrice est très fière de sa nouvelle famille et de son nom, et l’envergure intellectuelle des Reinach ne l’impressionne guère[pas clair]. Pas plus qu’elle ne partage le goût de son père pour l’art, au point de devenir elle-même collectionneuse, ne montre-t-elle d’intérêt pour une discipline intellectuelle particulière. « Avec la maturité de la trentaine, écrit Pierre Assouline, elle était devenue une rousse remarquée, une femme du monde, une mère de famille et une sportive émérite. Sa passion du cheval, qui était restée intacte, la distinguait non seulement dans les concours hippiques, mais dans les chasses à courre, notamment celles des Rothschild dans la forêt de Compiègne. Mais si elle avait hérité du tempérament de sa mère, qu’elle ne cessait de voir, et plus encore depuis la mort de Nissim, elle avait également hérité des difficultés auditives de son père. La conjugaison des deux l’isolait toujours un peu plus. Ses proches assuraient qu’elle ne trouvait son bonheur nulle part ailleurs mieux que dans la splendide solitude de la chevauchée. ». Son appareil photographique l’accompagne, qui fixe les fastes des cérémonies de la Saint-Hubert et la splendeur des équipages.

#### Le musée Nissim de Camondo et la mort de Moïse (1935)

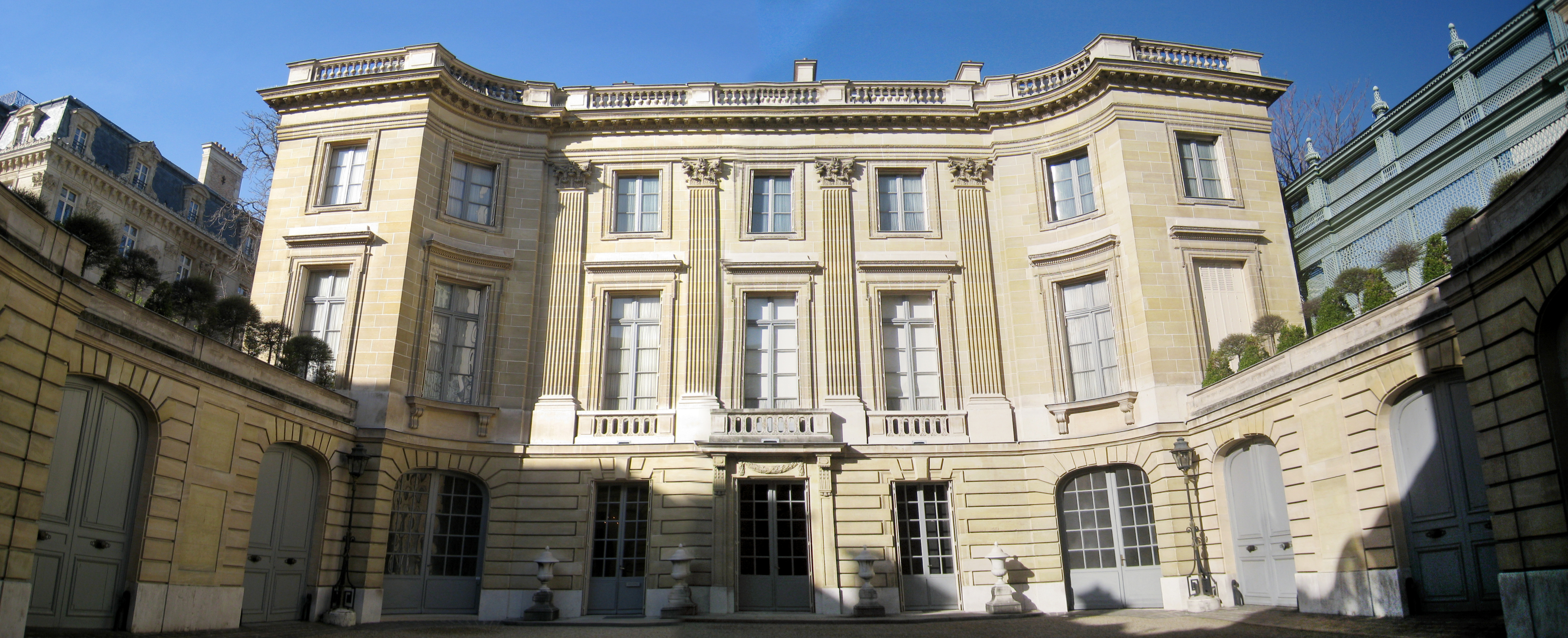
Le musée Nissim-de-Camondo.

C’est en 1924 que Moïse décide de concrétiser son idée de transformer l’hôtel de la rue Monceau en musée ; il n’a plus d’héritier mâle et sa résidence parisienne lui semble bien grande et bien vide, surtout depuis que les Reinach ne l’habitent plus. Il écrit ainsi à son notaire, maître Naret : « Désirant perpétuer la mémoire de mon père le comte Nissim de Camondo, et celle de mon malheureux fils le lieutenant Nissim de Camondo, tombé en combat aérien le 5 septembre 1917, je lègue au musée des arts décoratifs, pavillon de Marsan à Paris, mon hôtel sis à Paris 63, rue de Monceau, tel qu’il se composera au moment de mon décès, c'est-à-dire avec tous les objets d’art et d’ameublement qu’il contiendra. […] Il sera donné à mon hôtel le nom de musée Nissim-de-Camondo, nom de mon fils auquel cet hôtel et ses collections étaient destinés. J’entends que ce legs fait au musée des Arts décoratifs soit considéré comme fait à l’État français, propriétaire réel du musée dont la gestion seule appartient à l’Union des Arts décoratifs en vertu d’une convention récemment passée entre l’État et l’Union centrale.»
Dès que l’état de santé de Moïse s’aggrave, Béatrice décide de s’installer rue de Monceau. Jusqu’à la fin, elle prodiguera à son père soins, tendresse et sollicitude.
Moïse meurt en 14 novembre 1935, soit le 18 Hechwan 5696 du calendrier hébraïque. Les obsèques ont lieu à la synagogue de la rue Buffault, et l’inhumation au cimetière de Montmartre, dans le caveau de famille. Béatrice respecte scrupuleusement les volontés du défunt, et quoique le fastueux legs de son père à l'État français excède la quotité disponible de son patrimoine, elle ne s'y oppose pas. Outre de l’argent et des titres elle reçoit en héritage un certain nombre de souvenirs provenant de l’hôtel de la rue Monceau (porcelaine, argenterie, lingerie, batterie de cuisine, cave) ainsi que les chevaux, voitures et automobiles.
Le 21 décembre 1936 a lieu l’inauguration du musée Nissim-de-Camondo ; Béatrice fait les honneurs des lieux à une société des plus choisies ; quelques jours après, le président Albert Lebrun viendra visiter le musée.

#### Menaces du régime nazi

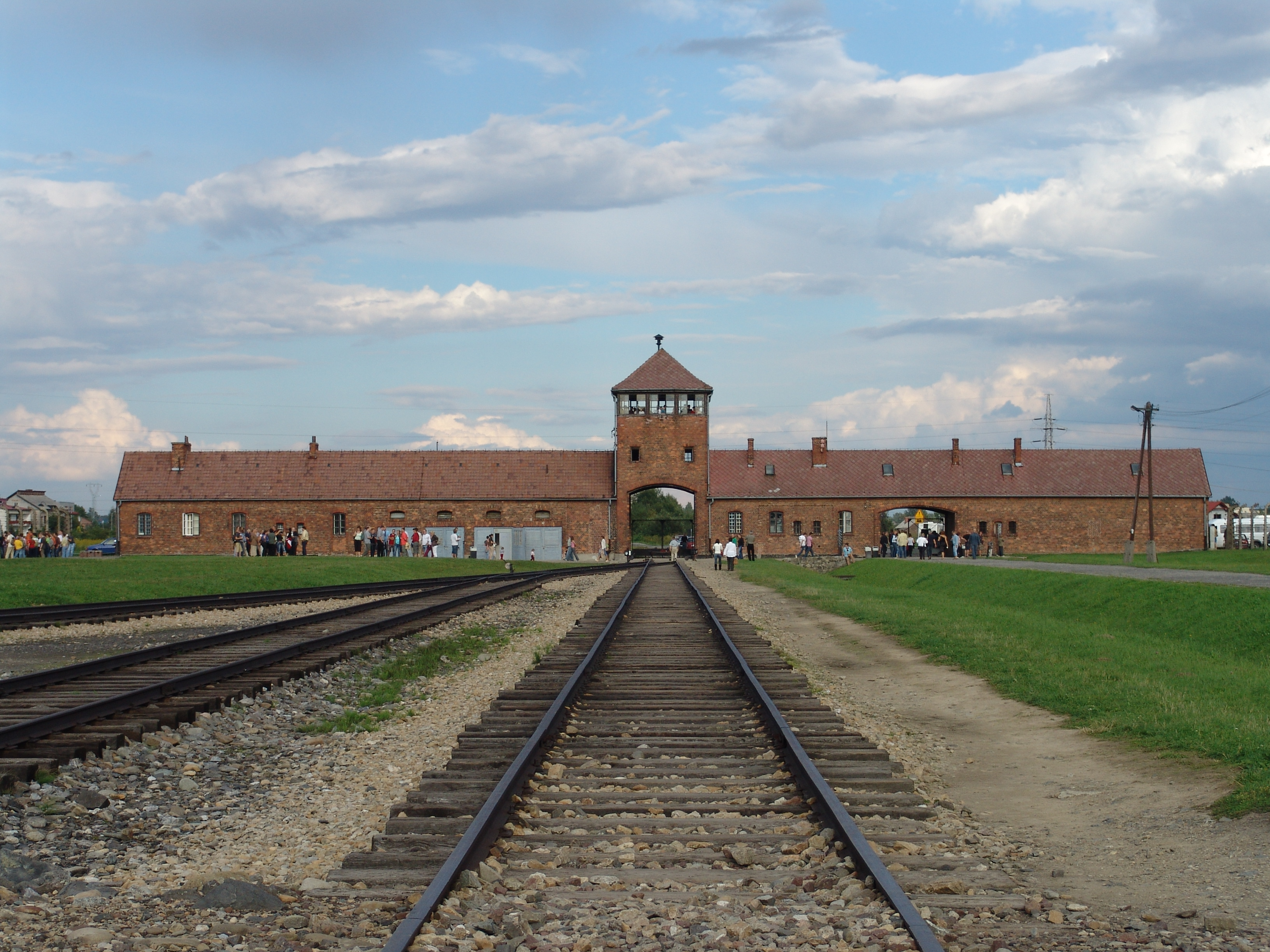
Le camp d'Auschwitz-Birkenau.

Les juifs d’Allemagne subissent depuis 1933 les agressions du régime nazi. Des lois raciales les privant de la citoyenneté allemande et leur interdisant tout mariage avec un non juif sont promulguées en 1935. Des pogroms ont lieu les 9 et 10 novembre 1938 (la Nuit de Cristal). Béatrice ne semble cependant pas prêter attention aux menaces qui pèsent sur ses coreligionnaires d’outre-Rhin.
Mais c'est toute l'Europe qui est menacée par les agissements de Hitler, allié depuis 1935 à Mussolini.

### La Seconde Guerre mondiale
Lorsque l'armée allemande envahit la Pologne le 1° septembre 1939, la France et le Royaume-Uni lui déclarent la guerre. Mais après des mois d'inaction, les Allemands mettent l'armée franco-britannique en déroute en mai-juin 1940. 

#### L'occupation allemande et le régime de Vichy (1940)
L'armistice du 22 juin impose l'occupation de la moitié zone nord du pays, ainsi que du littoral atlantique jusqu'à Hendaye.
Le gouvernement français du maréchal Pétain s'installe en zone non occupée, à Vichy. Le 10 juillet, un coup de force lui permet d'instaurer l'État français, dans lequel il détient la totalité des pouvoirs. 
Des statuts des juifs sont promulgués par le régime de Vichy, tandis que les Allemands prennent aussi des mesures antisémites en zone occupée. Le pillage des œuvres d’art et la saisie des biens israélites commencent. Léon fait de son mieux pour sauver la fortune des Reinach avant que sa propre protection et celle de ses enfants ne prennent le pas sur toute autre considération. Il proteste, mais en vain, auprès des autorités françaises, rappelant à quel point Isaac de Camondo, frère de Moïse et collectionneur enthousiaste, resté sans héritiers légitimes, Théodore Reinach et Moïse lui-même ont contribué à accroître la richesse du patrimoine artistique français.

#### Conversion de Béatrice et divorce (1942)
Béatrice ne se considère alors plus comme juive. Sa conversion au catholicisme, au début de l’année 1942, est suivie de son baptême chez les bénédictines de Vanves. Béatrice et Léon se séparent, puis leur divorce est prononcé le 26 octobre 1942. Bertrand vit avec son père, Fanny avec sa mère. 
Léon décide de se réfugier à Pau, en zone libre (jusqu'au 11 novembre 1942), avec l’intention de passer en Espagne. Il y est rejoint par Bertrand. Parfois, Fanny prend le risque de franchir la ligne de démarcation pour les retrouver, puis retourne à Paris auprès de sa mère.
Les rafles de Juifs se multiplient à cette époque, mais Béatrice refuse de quitter son duplex de Neuilly. 
Elle monte à cheval tous les matins dans les allées du bois de Boulogne, portant l’étoile jaune, obligatoire à partir de juin 1942, et participe à des concours hippiques avec des officiers allemands. « Plus israélite que juive, foncièrement française et aristocrate à sa manière, sûre d’elle et assez snob, elle se sentait protégée par l’ombre de son frère mort pour la France. Comme beaucoup, elle croyait que les Juifs étrangers étaient visés prioritairement sinon exclusivement. On disait aussi qu’elle avait noué des relations utiles dans ces manèges fréquentés par des officiers junkers. On disait même qu’elle avait participé avant-guerre à des chasses à courre avec Goering et que cela l’immunisait contre le sort commun. Du moins en était-elle persuadée. »

#### Arrestation de la famille et internement à Drancy
Le 5 décembre 1942 ou pendant l’été 1943, la police arrête Béatrice et Fanny un jour où elles ne portaient pas l'étoile jaune, selon Assouline. On ne sait si c’est la police allemande ou la police française qui vient les chercher à leur appartement de Neuilly. 
Le 12 décembre 1942, à Sentein (Ariège), Léon et Bertrand, trahis par un passeur, sont arrêtés à leur tour. 
Ils sont tous les quatre internés au camp de Drancy. Les démarches de Georges Duhamel, secrétaire perpétuel de l'Académie française pour faire libérer Léon, au motif de sa santé précaire, n’aboutissent pas.
Drancy, « le dernier cercle avant l’enfer », est un lieu où, pour espérer échapper à la déportation, il faut se rendre utile par son travail. En juillet 1943, le nouveau directeur du camp, le capitaine SS Alois Brunner, chasse les fonctionnaires et la gendarmerie française et les remplace par des internés chargés des fonctions d’intendance. Béatrice est officiellement responsable du service des nourrissons. Illusoire protection qui, pas plus que sa nationalité française, ne va lui permettre d’échapper à la déportation.

#### Déportation et mort de Léon, Bertrand et Fanny (novembre 1943)
Le 20 novembre 1943, le convoi no 62, dont Léon, Bertrand et Fanny font partie, emmène 1 200 Juifs vers la mort. 
Il arrive cinq jours plus tard à Auschwitz ; d’après le récit de survivants de ce convoi, Léon et Bertrand auraient été supprimés parmi les premiers, Fanny aurait succombé au typhus peu après.

#### Déportation et mort de Béatrice (mars 1944)
Les circonstances de la mort de Béatrice n’ont pas été élucidées ; elle fait partie du convoi n° 69 du 7 mars 1944 qui compte 1 501 personnes et atteint Auschwitz le 10 mars. À son arrivée au camp, elle échappe à la chambre à gaz. 
Est-elle morte d’épuisement, de mauvais traitements, de maladie ? Son décès aurait eu lieu le 4 janvier 1945, deux semaines avant l'évacuation forcée du camp à l'approche des troupes soviétiques.